# Joan Carreras i Farré
Joan Carreras i Farré (1860- Barcelona, 8 d'octubre de 1934), fou un escultor i tallador català. Fou un dels més destacats col·laboradors de Gaspar Homar, junt amb Sebastià Junyent i Sans i Josep Pey i Farriol. El Museu Nacional d'Art de Catalunya conserva diversos treballs seus. Participà en diverses exposicions barcelonines de belles arts, el 1908, 1910 i 1911. Signava com a "J.CARRERAS".
Carreras es dedicà a tallar moltes de les figures que apareixen en diversos mobles destacats del modernisme català. Entre les seves obres més destacades s'inclouen diversos mobles de la Casa Lleó Morera i part del monument a Mossèn Jacint Verdaguer que hi ha a Barcelona. També els plafons de la Casa Burés.
Mor a Barcelona el 8 d'octubre de 1934 a l'edat de 63 anys, solter a l'Hospital de la Fundació Albà.